# 鼻兎
『鼻兎』（はなうさぎ）とは、小林賢太郎の漫画作品。また、同作品の主人公。

## 概要
1999年～2004年10月『ヤングマガジンアッパーズ』（講談社）にて連載。当初はコラムを書いていたが、ある日、一ページ漫画を載せてみたところ思いのほか反響が大きく、そのまま続けることに。
鼻のあるウサギ「鼻兎」や（本来ウサギには鼻があるのだが、鼻が長く特徴的な風貌である）、ネコの「ニニコ」、イヌの「いぬ」などのシュールな日常を描いた作品である。
「鼻兎」というキャラクターは、小林が電話中にした落書きから偶然生まれた。その落書きがなんとなく気に入って冷蔵庫に貼っておいたのだが、漫画が描きたくなったときに「そういえばあんなのがあった」と思い出して使用したという。単行本は全4巻。
2019年1月『イブニング』（講談社）にて、バージョン2.0となる『ハナウサシリシリ』の連載が開始され一年後の2020年1月連載終了。その後、公式Twitter「小林賢太郎のあそび」にて『ハナウサカイグリ』が開始、不定期更新。

### 主要キャラクター
鼻兎
主人公。兎のわりには鼻が長く、大きな口、怪しい目つきをしている。おそらく無職だが、金はある（出所は不明）。マイペースでお気楽で図々しい性格。いぬが大好きで時々いぬを使って遊んでいたり、自力で漕ぐ車に乗って遊ぶ事もある。子供なのか無知な事が多く、人に対して「お前」やタメ口を使う。耳は自在に動かせたり、口を開けずに喋るなどの特徴がある。作中では6月19日生まれという事になっているが年齢は不明。一人称は「鼻兎」でおそらく男の子と思われる。家族はない。
いぬ
この物語のツッコミ役で常識人。鼻兎に遊ばれている。歯がギザギザしており、一見ワニっぽい。放浪者の父を尊敬している。鼻兎がいない時は木を噛んで遊んでいる。年齢は6歳。一人称「僕」で男の子。
ニニコ
鼻兎らによく物を売りつけているネコ。一人称「ニニコ」で女の子。二匹の子持ち。ドッキリを仕掛けることがある。
人間に捨てられた過去がある。なお、シッポの先が爆発しているのは、昔、人間に爆竹を尻尾に巻きつけるいたずらをされた後遺症。
人間も嫌いであり、周りもあまり信用しておらず、いたずらばかりして嫌われている。あえて嫌われようとしていた部分もある。
盗み食いをしようとしてマヒンさんの食べ物を盗むも見つかる。いつも人間に酷い目に遭っていたニニコは覚悟をするが、マヒンさんはニニコに酷い事はせずに逆にニニコに食べ物を渡す。ニニコはマヒンさんに恋をして、ラブラブとなる。
ニニコの子供×2
ニニコが知らぬ間に出産していた二匹の子猫。母に似ていたずら好きで、鼻兎やいぬでよく遊んでいる。母と仲良くしていたマヒンに嫉妬の念を抱いていたが、彼が父親となってからは、懐いている。性別は不明で、名前はニニコのみ知っている。
レオナルド・マヒン
フルーツマフィンが大好きな陽気な外国人。ニニコの夫（仮）。お腹を空かせて盗み食いをしようとしたニニコを見つけて、叱らずに食べ物を与えた。ニニコは恥ずかしくて逃げたが、マヒンさんはニニコを愛しており、今ではすっかりラブラブである。一度ニニコの子供に嫉妬されたが、慈愛の心で二人を許したために仲良しである。当然人間なのでニニコの子供はマヒンさんと血の繋がりはない。
怪傑黒うさぎ（鼻兎）
世界の平和を守るヒーロー。マスクを被っているので前が見えない。その子供達も一緒にいる。肝心な時にいない。

### その他のキャラクター
お巡りさん
足漕ぎ車でアメリカに行こうとした鼻兎を連行し、鼻兎に親がいない事を知り、養護施設に連れて行った。本名は不明。鼻兎が彼の恋のキューピッドになって養護施設で働く「あの人」と出会い、結婚する。以来、鼻兎とは友達であり、親のように見守っている。
あの人(鼻兎がそう呼んでいた)
養護施設に勤めている女性。見た目はとても地味だが、施設に暮らすたくさんの子供たちを無償の愛で包みこみ、鼻兎の誕生日を与えたあたたかい人。鼻兎が来た後お巡りさんと結婚する。本名は不明。
ひよこ
鼻兎がお祭りで買って来た不思議なひよこ。その不思議さは暗くすればわかり、のちに鼻兎を困らせることとなる。無表情でおとなしく、鳴く事はない。
ばずお
度々鼻兎に相談にのってもらっている蜂。黄色と黒の縞模様が特徴で、丸く大きな目をしている。ギターの演奏が得意で、彼の歌には「グッドモーニン」などがある。
ひろし
JAFに勤めている。
いぬの父
年齢は15歳。かなり頭が悪くまだ幼かったいぬを置いてけぼりにして旅に出た無責任な父親。見た目は立派で猟犬のように大きく黒い。いぬとはあまり似ていない。性格は短気。
山本さん
講談社に勤めており、「ハナウサギグッズを考えよう会議」に参加しているが、グッズが採用されないとひどい目に合わされてしまう。眼鏡をかけており、髪は少しカールがかかっている。なお、ラーメンズのコント「マリコマリオ」では「やまもっさん」という編集者が電話をかけてくる（本人は登場しない）。
小林賢太郎
作中に時々登場する。口が無い。ラストに鼻兎を連れて旅に出る。鼻兎とは何故か知り合い。

## コピー
表紙に書いてある文はフランス語である。
(仏) Cette bandé dessinée est I'œuvre d'un auteur dramatique.
(英) This cartoon is the dramatic author's work.
(日) この漫画は、劇作家が描きました。
(仏) Un lapin bizarre et ce qui se passe autour de lui
(英) A bizarre rabbit and what happens around him
(日) 奇妙な兎と、その周辺の物語

## 単行本
- 01 ISBN 4-06-335113-0
- 02 ISBN 4-06-335117-3
- 03 ISBN 4-06-335125-4
- 04 ISBN 4-06-335130-0